# East Troy
East Troy è un comune degli Stati Uniti, situato in Wisconsin, nella Contea di Walworth.